# Pouteria stylifera
Pouteria stylifera är en tvåhjärtbladig växtart som beskrevs av Terence Dale Pennington. Pouteria stylifera ingår i släktet Pouteria och familjen Sapotaceae. Inga underarter finns listade i Catalogue of Life.